# Indianapolis 500

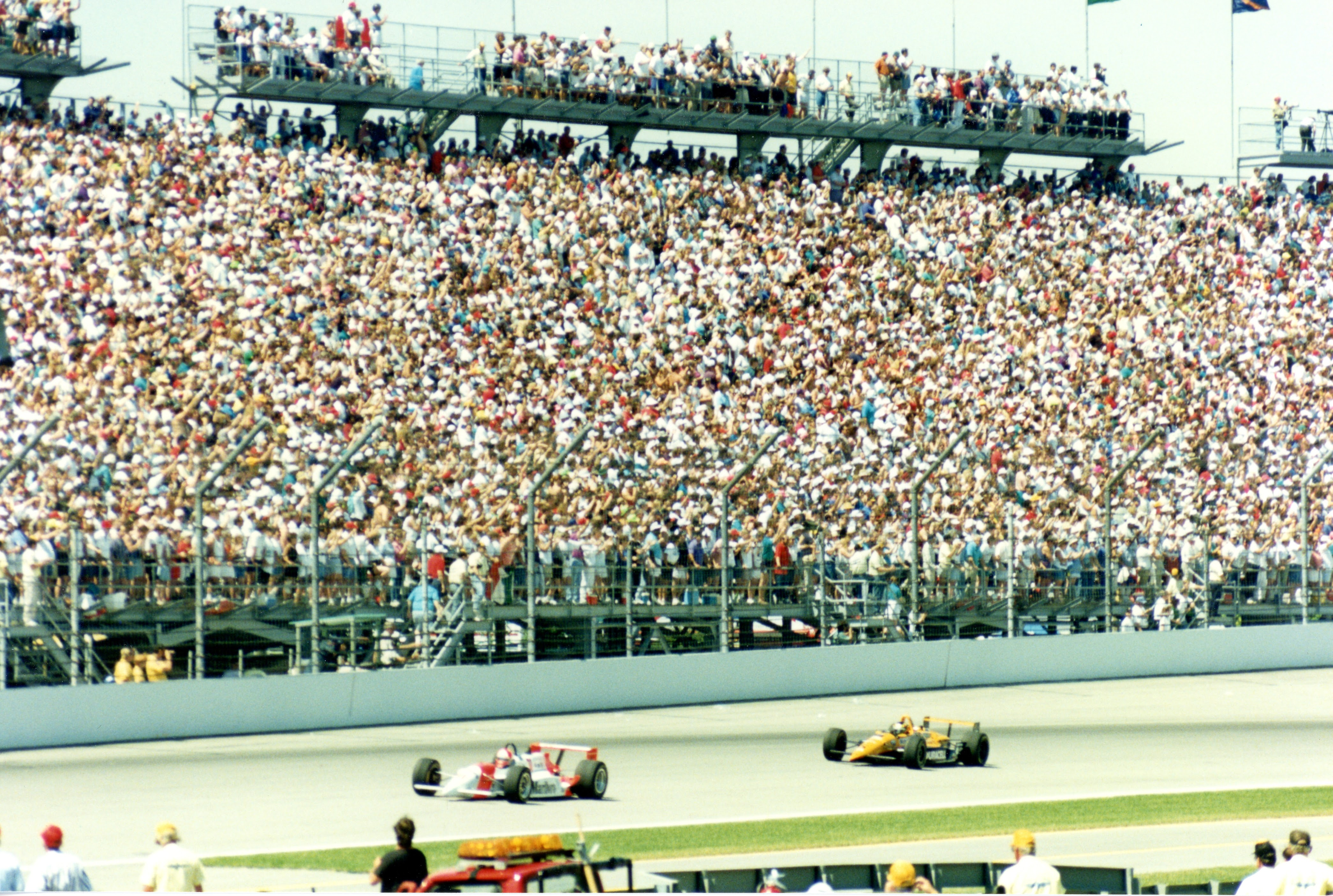
Indy 500 år 1994.

Indianapolis 500, Indy 500, är en amerikansk bilsporttävling som körs på Indianapolis Motor Speedway i Indianapolis i USA. Loppet körs i 200 varv och har en total längd på 500 miles, vilket motsvarar 805 km. Tävlingen ingår numera i Indycar Series. Indianapolis 500 är den sporttävling i världen som har flest antal åskådare efter cykeltävlingen Tour de France. 300 000 åskådare är på plats när tävlingen avgörs. Varvrekordet på 37,895 sekunder innebär en medelhastighet på 382 km/h, och sattes år 1996 av Arie Lyuendyk.

## Historia
Tävlingen har gått årligen sedan 1911 med uppehåll några år under första och andra världskriget. Tävlingen har allt sedan den började köras varit en deltävling i amerikanska formelbilsserier. Från startåret fram till 1955 var Indy 500 en deltävling i det AAA-drivna amerikanska mästerskapet för formelbilar, vilket hade startats 1909. 
Det första Indy 500 hölls år 1911. Loppet vanns av Ray Harroun, med en snittfart på 74 miles per hour. Harroun hade räknat ut att han kunde hålla en något långsammare fart än sina medtävlande för att spara på däck. Harroun behövde byta däck fyra gånger under loppet, loppets tvåa bytte däck 14 gånger. Loppet var en sådan succé att man bestämde sig för att fortsätta arrangera endast ett stort lopp per år. Det var först oklart om Ray Harroun skulle få köra i loppet, eftersom han, till skillnad från alla andra förare, inte hade en mekaniker med i bilen. Under den här tiden var det standard att man hade med sig en mekaniker, som hade som syfte att hålla igång motorn, samt varna föraren för bakomvarande bilar på väg att köra om. Ray Harroun ville spara vikt och valde att köra utan mekaniker. För att övertyga de andra förarna, samt tävlingsledarna, från att han var en säkerhetsrisk ute på banan, köpte han en spegel nere på stan, och svetsade fast den på bilens kaross. Han tilläts köra loppet efter att domarna granskat hans tilltag och godkänt konstruktionen. Ray Harroun erkände senare att backspegeln var värdelös, eftersom all smuts från banan, och oljan, gjorde att han inte såg någonting i den. Indianapolis 500, eller "Indy 500" som det också kallas, växte i popularitet för varje år fram till Första världskriget. 
I loppet 1912 ledde Ralph DePalma 198 varv av 200, och med två varv kvar tvingade motorproblem DePalma och hans mekaniker att hoppa ur bilen. De började putta bilen på framrakan och in i depån, och de 80 000 åskådare som samlats bejublade detta tilltag så till den grad att ljudet från motorerna som körde förbi dränktes helt. DePalma blev omkörd och gick miste om segern. Idag är den här episoden en av de mest kända i Indy 500:s historia. Ralph DePalma skulle få revansch 1915, när han äntligen vann loppet.
Loppet som hölls 1913 vanns av Jules Goux, i en Peugeot. Bilen hade redan skördat framgångar i Europa och var överlägsen runt The Brickyard. Goux vann med 13 minuter. Det var varmt denna dag, varpå Goux började dricka champagne under depåstoppen för att kyla ner sig. Efter loppet hyllade han sina mekaniker, bilen, och framförallt champagnen.
Louis Meyer var den förste att vinna Indy 500 tre gånger. Efter sin seger 1936 firade Meyer sin seger med att dricka ett glas mjölk. Sedan dess är det tradition att vinnaren skålar i ett glas mjölk i vinnarcirkeln. 
Wilbur Shaw var den förste att vinna Indy 500 två år i rad - 1940. Totalt vann Shaw tre Indy 500, 1937, 1939 och 1940. Han var även flera gånger väldigt nära att vinna en fjärde gång, med tre andraplatser. Wilbur Shaw är förmodligen den viktigaste föraren i Indy 500:s historia. Efter karriären tog han över som president över Indianapolis Motor Speedway och var delaktig när Tony Hulman köpte banan 1945. Wilbur Shaw omkom i en flygolycka 1954. 
På 50-talet kom en ny förare att sätta sitt avtryck på banan - Bill Vukovich. Han kom att bli nästan synonym med banan. Han vann både 1953 och 1954. Han ledde loppet 1955 när han försökte undvika två bilar som krockat, och kraschade våldsamt och avled av sina skador. En hel racingvärld sörjde "Vuky". Vukovich ledde totalt 71,7 procent av loppen mellan 1953 och 1955, tre lopp i rad, en bedrift ingen annan har lyckats överträffa. 
Mellan 1950 och 1960 var Indianapolis 500 också en deltävling i formel 1, Indianapolis Grand Prix, och var där den enda deltävlingen som inte kördes med F1-bilar. Indy 500 organiserades av USAC från 1956 till 1997 och var under flera år en del av det amerikanska mästerskapet för formel-bilar, Gold Crown Series/Championship Series. Mellan 1978 och 1995 var Indy 500 en deltävling i den dåvarande serien CART PPG IndyCar World Series, som senare kom att byta namn till Champ Car World Series. Indianapolis 500 ingår numera i Indy Racing League som sedan 2003 heter IndyCar.  
Totalt har förare från elva länder vunnit loppet, och de tre förarna som vunnit det fyra gånger (rekord) är A.J. Foyt, Al Unser och Rick Mears. De ende icke-amerikanske förare som vunnit loppet tre (eller fler) gånger är Hélio Castroneves från Brasilien och Dario Franchitti från Storbritannien.

## Regler
Indianapolis 500 avgörs över tre veckor med 33 startande, med ett obligatoriskt introduktionstest för nykomlingar som inledning. Därefter följer fria träningar och tester fram till den första lördagens Pole day, där alla dittills anmälda bilar kör fyra varv var, och dessa fyra varvs medelfart avgör de elva första platserna i startuppställningen. Förarna kan bytas ut ända fram tills tävlingsdagen, men då flyttas bilen ned ifrån sin startposition. Dagen därpå avgörs de elva nästkommande startpositionerna, då samma procedur upprepas för alla kvarvarande bilar. Efter den första veckan är därmed 22 av 33 platser fyllda.
Den andra veckan ägnas åter åt fria tester av bilarna, innan de sista 11 platserna fylls under den andra helgen. Under lördagen tas elva preliminära startplatser ut, innan söndagen (kallad Bump day) handlar om att förarna utanför topp 33 försöker bumpa sig in i startfältet, genom att köra fyra varv snabbare än den långsammaste av de 33 inkvalade förarna. Det spelar i teorin ingen roll vilken dag man tidigare kvalificerat sig på, men det är mycket ovanligt att förare över 25:e plats blir bumpade från startfältet. Depån är öppen till och med 18 lokal tid, och när gonggongen ljuder är de 33 startpositionerna bestämda. Detta system började gälla från och med 2005, och inkluderar smärre förändringar från det äldre systemet.
Loppet körs alltid på Memorial Day, en amerikansk nationell helgdag för att hedra landets fallna soldater. Tidigare kördes tävlingen alltid den 30 maj, men numera avgörs den alltid på söndagen innan eller på Memorial Day, alltså mellan den 23 och 30 maj. Startförfarandet inleds klockan 13 lokal tid, och ungefär 15 minuter senare går starten. Tävlingen tar oftast 3 timmar, även om det avgörs av hur många incidenter det sker under själva racet. 

## Övrigt

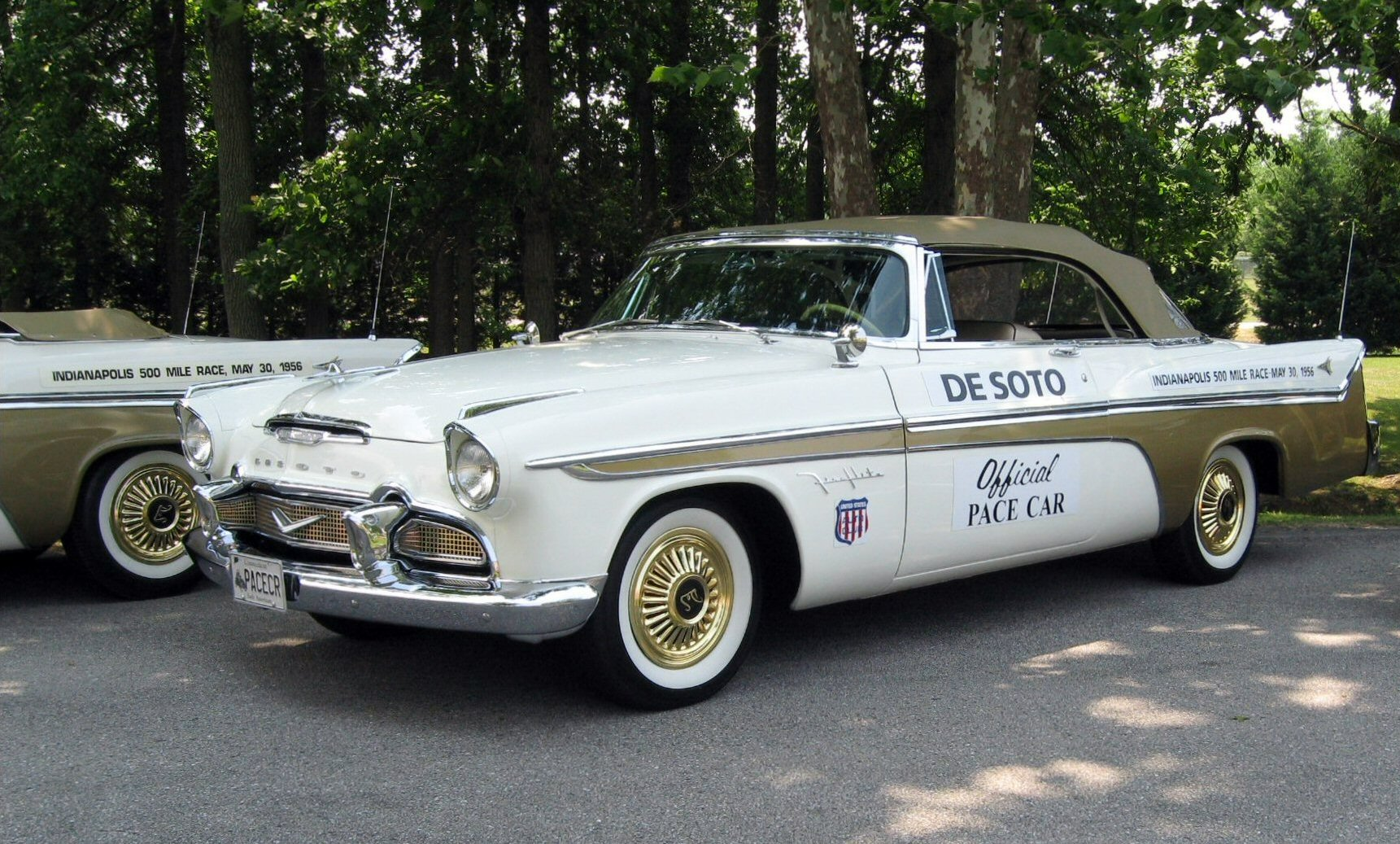
1956 Desoto Fireflite Pace Car.

Startfältet släpps iväg efter en pace car. Vinnaren av loppet skålar enligt traditionen inte i champagne utan i mjölk. Kenny Bräck och Marcus Ericsson är hittills de enda svenskar som lyckats vinna denna tävling, vilket Kenny Bräck gjorde 1999 och Marcus Ericsson 2022.
Då racerbilarna kör in på banan spelar enligt tradition University All-American Marching Band melodin ”On the banks of the Wabash, far away” (officiell delstatssång). Melodin är på svenska känd som ”Barndomshemmet”.

## Indy 500-segrare
| Säsong | Vinnare                 | Bilmärke (chassi-motor)          | Stall                                    |
| ------ | ----------------------- | -------------------------------- | ---------------------------------------- |
| 1911   | Ray Harroun             |                                  |                                          |
| 1912   | Joe Dawson              |                                  |                                          |
| 1913   | Jules Goux              |                                  |                                          |
| 1914   | René Thomas             |                                  |                                          |
| 1915   | Ralph DePalma           |                                  |                                          |
| 1916   | Dario Resta             |                                  |                                          |
| 1919   | Howdy Wilcox            |                                  |                                          |
| 1920   | Gaston Chevrolet        |                                  |                                          |
| 1921   | Tommy Milton            |                                  |                                          |
| 1922   | Jimmy Murphy            |                                  |                                          |
| 1923   | Tommy Milton            |                                  |                                          |
| 1924   | Lora L. Corum Joe Boyer |                                  |                                          |
| 1925   | Peter DePaolo           |                                  |                                          |
| 1926   | Frank Lockhart          |                                  |                                          |
| 1927   | George Souders          |                                  |                                          |
| 1928   | Louis Meyer             |                                  |                                          |
| 1929   | Ray Keech               |                                  |                                          |
| 1930   | Billy Arnold            |                                  |                                          |
| 1931   | Louis Schneider         |                                  |                                          |
| 1932   | Fred Frame              |                                  |                                          |
| 1933   | Louis Meyer             |                                  |                                          |
| 1934   | Bill Cummings           |                                  |                                          |
| 1935   | Kelly Petillo           |                                  |                                          |
| 1936   | Louis Meyer             |                                  |                                          |
| 1937   | Wilbur Shaw             |                                  |                                          |
| 1938   | Floyd Roberts           |                                  |                                          |
| 1939   | Wilbur Shaw             |                                  |                                          |
| 1940   | Wilbur Shaw             |                                  |                                          |
| 1941   | Floyd Davis Mauri Rose  |                                  |                                          |
| 1946   | George Robson           |                                  |                                          |
| 1947   | Mauri Rose              |                                  |                                          |
| 1948   | Mauri Rose              |                                  |                                          |
| 1949   | Bill Holland            |                                  |                                          |
| 1950   | Johnnie Parsons         |                                  |                                          |
| 1951   | Lee Wallard             |                                  |                                          |
| 1952   | Troy Ruttman            |                                  |                                          |
| 1953   | Bill Vukovich           |                                  |                                          |
| 1954   | Bill Vukovich           |                                  |                                          |
| 1955   | Bob Sweikert            |                                  |                                          |
| 1956   | Pat Flaherty            |                                  |                                          |
| 1957   | Sam Hanks               |                                  |                                          |
| 1958   | Jimmy Bryan             |                                  |                                          |
| 1959   | Rodger Ward             |                                  |                                          |
| 1960   | Jim Rathmann            |                                  |                                          |
| 1961   | A.J. Foyt               |                                  |                                          |
| 1962   | Rodger Ward             |                                  |                                          |
| 1963   | Parnelli Jones          |                                  |                                          |
| 1964   | A.J. Foyt               |                                  |                                          |
| 1965   | Jim Clark               |                                  |                                          |
| 1966   | Graham Hill             |                                  |                                          |
| 1967   | A.J. Foyt               |                                  |                                          |
| 1968   | Bobby Unser             |                                  |                                          |
| 1969   | Mario Andretti          |                                  |                                          |
| 1970   | Al Unser                |                                  |                                          |
| 1971   | Al Unser                |                                  |                                          |
| 1972   | Mark Donohue            |                                  |                                          |
| 1973   | Gordon Johncock         |                                  |                                          |
| 1974   | Johnny Rutherford       |                                  |                                          |
| 1975   | Bobby Unser             |                                  |                                          |
| 1976   | Johnny Rutherford       |                                  |                                          |
| 1977   | A.J. Foyt               |                                  |                                          |
| 1978   | Al Unser                |                                  |                                          |
| 1979   | Rick Mears              |                                  |                                          |
| 1980   | Johnny Rutherford       |                                  |                                          |
| 1981   | Bobby Unser             |                                  |                                          |
| 1982   | Gordon Johncock         |                                  |                                          |
| 1983   | Tom Sneva               |                                  |                                          |
| 1984   | Rick Mears              |                                  |                                          |
| 1985   | Danny Sullivan          |                                  |                                          |
| 1986   | Bobby Rahal             |                                  |                                          |
| 1987   | Al Unser                |                                  |                                          |
| 1988   | Rick Mears              |                                  |                                          |
| 1989   | Emerson Fittipaldi      |                                  |                                          |
| 1990   | Arie Luyendyk           |                                  |                                          |
| 1991   | Rick Mears              |                                  |                                          |
| 1992   | Al Unser Jr.            |                                  |                                          |
| 1993   | Emerson Fittipaldi      |                                  |                                          |
| 1994   | Al Unser Jr.            |                                  |                                          |
| 1995   | Jacques Villeneuve      |                                  |                                          |
| 1996   | Buddy Lazier            |                                  |                                          |
| 1997   | Arie Luyendyk           |                                  |                                          |
| 1998   | Eddie Cheever           |                                  |                                          |
| 1999   | Kenny Bräck             | Dallara IR9-Oldsmobile Aurora V8 | A.J. Foyt Enterprises                    |
| 2000   | Juan Pablo Montoya      | Panoz G Force-Oldsmobile         | Chip Ganassi Racing                      |
| 2001   | Hélio Castroneves       | Dallara-Oldsmobile               | Marlboro Team Penske                     |
| 2002   | Hélio Castroneves       | Dallara-Chevrolet                | Marlboro Team Penske                     |
| 2003   | Gil de Ferran           | Panoz G Force-Toyota             | Marlboro Team Penske                     |
| 2004   | Buddy Rice              | Panoz G Force-Honda              | Rahal Letterman Racing                   |
| 2005   | Dan Wheldon             | Dallara-Honda                    | Andretti Green Racing                    |
| 2006   | Sam Hornish Jr.         | Dallara-Honda                    | Marlboro Team Penske                     |
| 2007   | Dario Franchitti        | Dallara-Honda                    | Andretti Green Racing                    |
| 2008   | Scott Dixon             | Dallara-Honda                    | Chip Ganassi Racing                      |
| 2009   | Hélio Castroneves       | Dallara-Honda                    | Marlboro Team Penske                     |
| 2010   | Dario Franchitti        | Dallara-Honda                    | Chip Ganassi Racing                      |
| 2011   | Dan Wheldon             | Dallara-Honda                    | Bryan Herta Autosport                    |
| 2012   | Dario Franchitti        | Dallara-Honda                    | Chip Ganassi Racing                      |
| 2013   | Tony Kanaan             | Dallara-Chevrolet                | KV Racing Technology                     |
| 2014   | Ryan Hunter-Reay        | Dallara-Honda                    | Andretti Autosport                       |
| 2015   | Juan Pablo Montoya      | Dallara-Chevrolet                | Team Penske                              |
| 2016   | Alexander Rossi         | Dallara-Honda                    | Bryan Herta Autosport/Andretti Autosport |
| 2017   | Takuma Sato             | Dallara-Honda                    | Andretti Autosport                       |
| 2018   | Will Power              | Dallara-Chevrolet                | Team Penske                              |
| 2019   | Simon Pagenaud          | Dallara-Chevrolet                | Team Penske                              |
| 2020   | Takuma Sato             | Dallara-Honda                    | Rahal Letterman Lanigan Racing           |
| 2021   | Hélio Castroneves       | Dallara-Honda                    | Meyer Shank Racing                       |
| 2022   | Marcus Ericsson         | Dallara-Honda                    | Chip Ganassi Racing                      |
| 2023   | Josef Newgarden         | Dallara-Chevrolet                | Team Penske                              |
| 2024   | Josef Newgarden         | Dallara-Chevrolet                | Team Penske                              |